# One Day at a Time
One Day at a Time is een Amerikaanse tragikomische televisieserie. Hiervan werden 209 afleveringen gemaakt die oorspronkelijk van 16 december 1975 tot en met 28 mei 1984 werden uitgezonden op CBS.
One Day at a Time werd negen keer genomineerd voor een Golden Globe, waarbij Valerie Bertinelli die voor beste bijrolspeelster in zowel 1981 (gedeeld met Diane Ladd) als 1982 daadwerkelijk won en Pat Harrington jr. die voor beste bijrolspeler in 1981 (gedeeld met Vic Tayback). Harrington kreeg in 1984 ook een Primetime Emmy Award toegekend voor zijn rol, nadat Alan Rafkin in 1982 deze prijs al won voor het regisseren van de aflevering 'Barbara's Crisis'.

## Uitgangspunt
Na haar scheiding verhuist Ann Romano met haar tienerdochters Barbara en Julie naar Indianapolis. Hier sluiten ze vriendschap met Dwayne Schneider, de opzichter en conciërge van hun appartementencomplex. Terwijl Ann haar leven voorzichtig weer oppakt en zich langzaam maar zeker openstelt voor een nieuwe relatie, groeien haar dochters intussen met de nodige pieken en dalen op. Schneider schiet hierbij regelmatig te hulp.

## Rolverdeling
Alleen acteurs die verschenen in meer dan 20 afleveringen zijn vermeld
- Bonnie Franklin - Ann Romano
- Valerie Bertinelli - Barbara Cooper
- Pat Harrington jr. - Dwayne F. Schneider
- Mackenzie Phillips - Julie Cooper
- Glenn Scarpelli - Alex Handris
- Boyd Gaines - Mark Royer
- Michael Lembeck - Max Horvath
- Nanette Fabray - Katherine Romano
- Shelley Fabares - Francine Webster
- Richard Masur - David Kane